# لسین
شهر لسین (به فرانسوی: Lessines) در شهرستان سوئنیه  در استان انو  در منطقه فدرال والوون در کشور بلژیک واقع شده‌است.

## نگارخانه

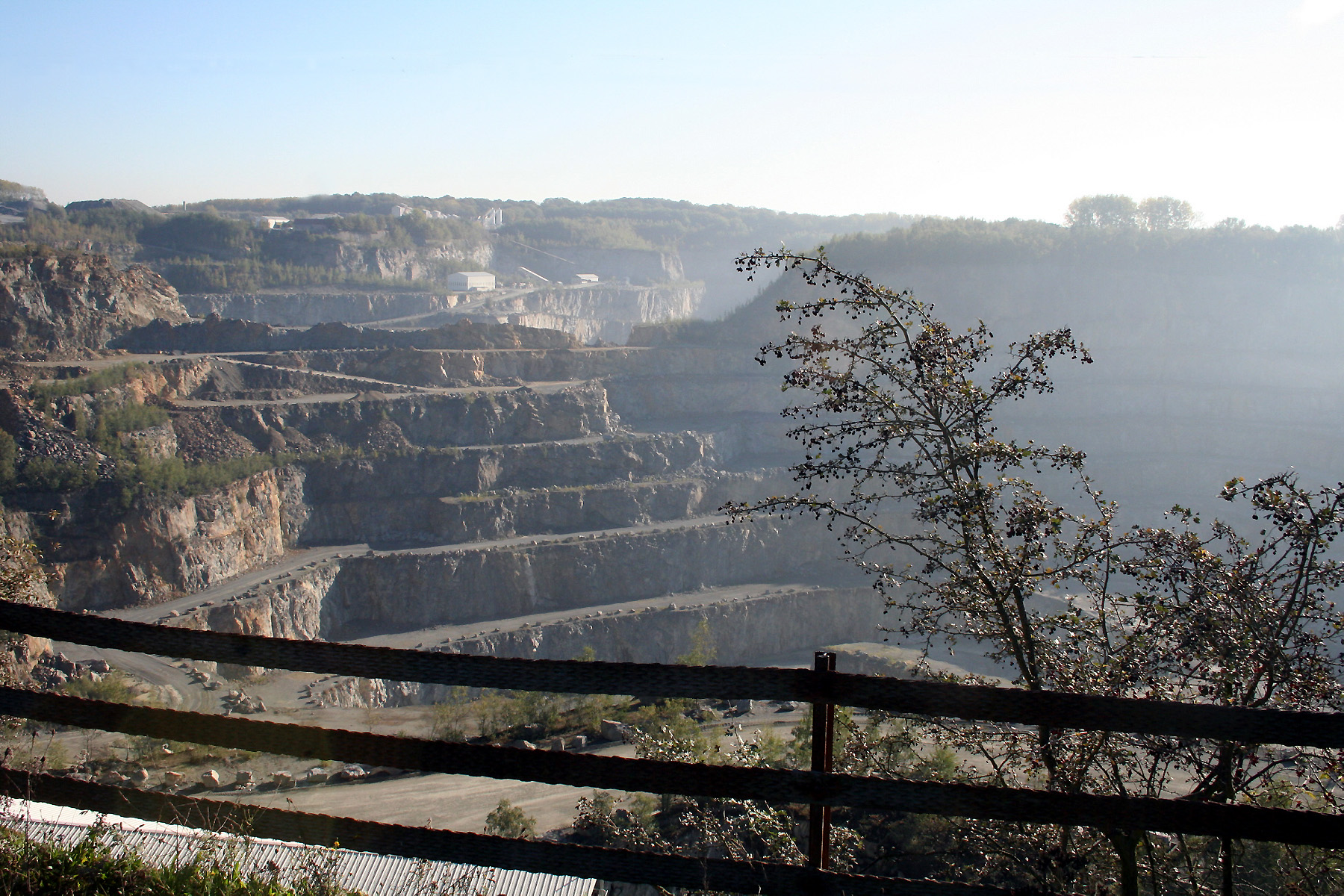
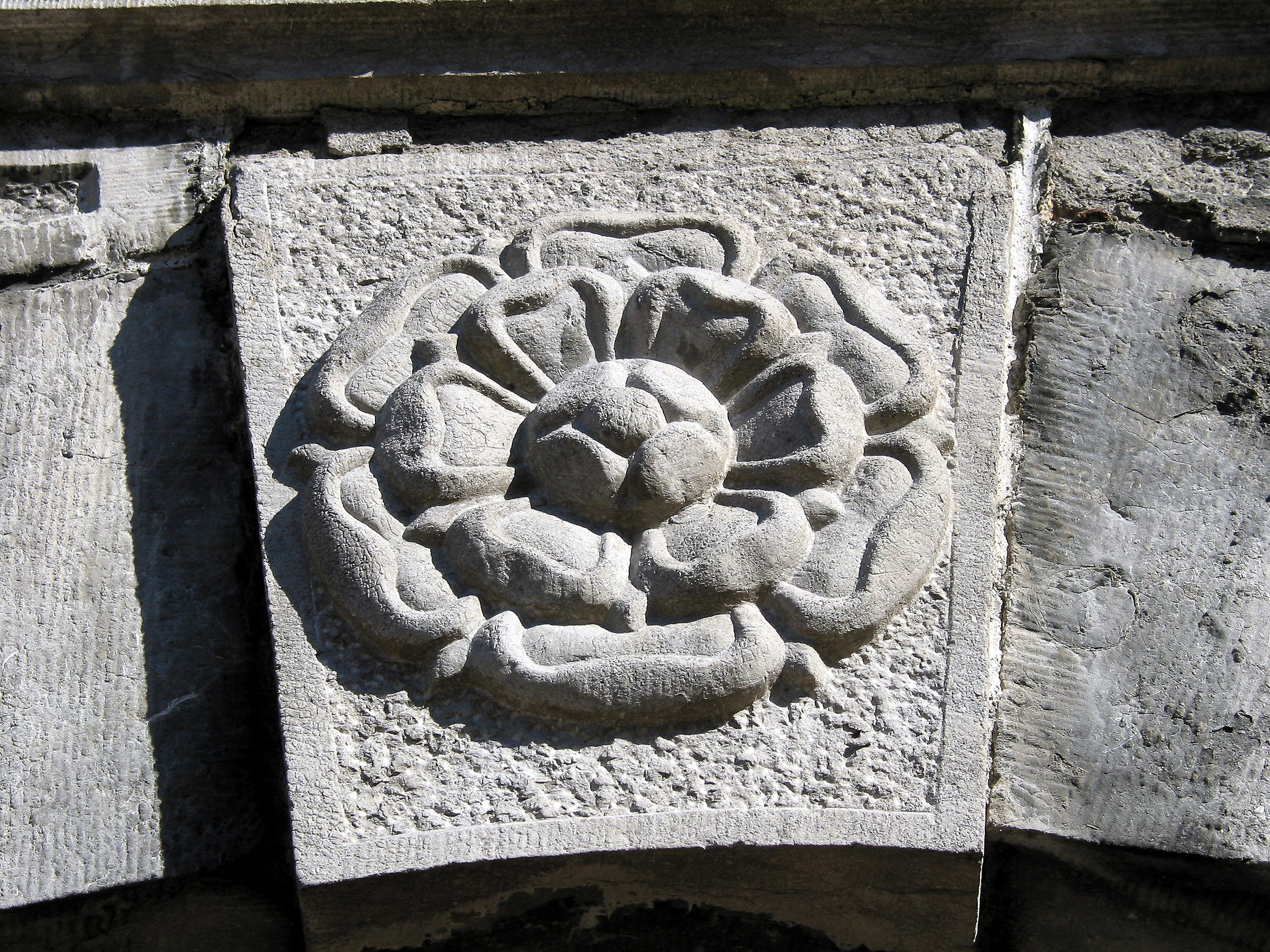